# 性偏離
性偏離，又稱性欲倒錯，是指對非典型對象、情境、幻想、行為產生持續而又強烈的性兴奋的體驗。也被定義為任何對合意的人類伴侶以外的性興趣。性偏離不符社會對性的主流規範，但性「偏離」和「規範」的定義尚有爭議。
研究者尚未就性偏離的分类和在人群中的實際比例達成共識；安尼爾·阿加瓦爾曾列出多達549種性偏離。部分研究者提出了可幾種性偏離的子分類，但其他研究者則認為性偏離應以維度、光譜、主訴為導向的方法來分類，以更好地反映人類在性方面的多元性。
儘管20世紀的研究者相信性偏離在人群當中仍屬罕見，但之後的研究反駁了此一說法。

## 定義
科學家對「非典型的性興趣、特殊性行為、戀物、性偏離」的定義並沒有共識。因此，人們經常在沒有精確定義的情況下使用該些用語，有時亦會互相代替。

### 歷史
不少用詞可用於代指非典型的性興趣，不過它們的準確性和所帶來的社會污名仍有爭議。性學家約翰·曼尼推廣了性偏離（paraphilia）一詞，嘗試以沒有帶貶義的方式去形容非典型的性興趣。曼尼形容性偏離是「正統性意識形態規範的修飾或替代」。精神病學家葛林·嘉寶在2007年寫道，儘管曼尼等人嘗試去除社會對非典型性興趣的負面印象，但「性偏離在多數情況下仍被負面看待」。
19世紀後期，西方的心理學家和心理學家因為想要更準確描述各種各樣的性偏離，而非簡單地按宗教和法律一概描述成「㚻姦」或「性變態」，開始把它們分門別類。
阿爾伯特·伊倫堡在1914年以當時的用語提道，性偏離事實上有著一些共通點：「所有性變態都扎根於自然和正常的性生活之上：它們有一部分為『正常』的情欲，或至少在健康的性感觉范围之内，但在其他部分則出現誇張、扭曲、畸形。
在《精神疾病診斷與統計手冊》來到第三版之前，它一直把性偏離稱為「性反常」。1981年，《美國精神病學雜誌》上的一篇文章形容性偏離是「反複而又強烈地引起性興奮的幻想、性欲望及行為，針對的對象包括」：
- 人類以外的客體
- 自身或伴侶所受的痛苦或羞辱
- 青春期前的兒童
- 沒有得到有效同意者

### 典型與非典型興趣
即使文獻紀錄了不同種類的性偏離，但當中只有部分為《精神疾病診斷與統計手冊》（DSM）和《國際疾病分類》（ICD）所特別關注。精神病學家迪內什·布格拉等人認為在探討性偏離時應考慮文化相對性，因為不同文化對性興趣的接受程度各異。
DSM-5對性偏離的定義在傳統上是根據西方文化觀念制定，也因此出現了一些問題，如把人們刺激性器官的行為換在其他身體部位上，而且該等行為能獲得當事人足夠而又持續的性興趣，那麼就可界定為性偏離。同樣，即使它和ICD-11的標準是針對非典型性偏好，但該些興趣在一般人口當中不一定屬於非典型。

### 納入同性戀與否
同性戀在過往心理學界常被視為一種性越軌，但到了現今則廣泛承認為人類性多元的一種形式。西格蒙德·弗洛伊德等精神分析学家認為，同性戀及其他性偏離皆是性心理的異常所引起，並跟恋母情结有關，但在《性學三論》的前身版本當中，弗洛伊德認為性偏離源於更為多樣的反常。因此，歷史上人們曾以「性變態」來形容男同性戀者等非異性戀者。
在20世紀中期，心裡學家曾把「性越軌」納入《精神疾病診斷與統計手冊》，當中包含同性戀，之後它在1973年從手冊中移出。根據較寛鬆的定義，同性戀及某些性偏離同屬性取向，不過兩者可能在成因及潛在後果上有不同，而排除在較嚴格的定義之外。

## 特點

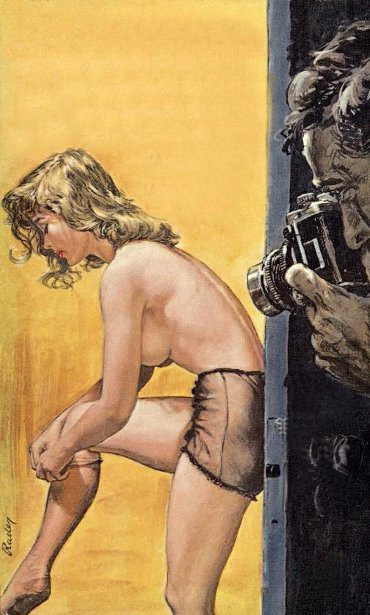
一幅有關窺淫的畫作

性偏離一般在青少年期或成人早期期間出現。性偏離者大多是自我协调的，而且會有一種自己生來如此的感受。但同時他們會知道自己的興趣偏離社會規範，並可能會選擇隱瞞之。相對較少的性偏離者只能以跟該興趣有關的行為得到滿足，其中一些可能有多種性偏離興趣:417。
有些性偏離者可能會從事跟其性興趣有關的職業和嗜好，以製造更多機會接觸他們愛戀的人或行為，但有關行為不一定只為滿足性欲。例如有的戀童者可能會從事教育業，以取悅兒童及接近他們，不過不跟他們有任何性接觸。也有戀屍者會從事殯儀業，不過大多從業者都不具有戀屍愛好:438-439。
研究發現像窺淫癖和虐戀般的性偏離跟一生遇上的性伴侶較多有關，這與性偏離跟求愛障礙及社交發展受阻有關的觀點有所衝突。
科學文獻記錄了一些較為罕見的性偏離，像是對排氣口、特定類別的汽車、打噴嚏有性興趣的情況。

### 成因
目前，研究者就性偏離的成因提出了各種各樣的理論。針對戀童性犯罪者的研究顯示，它跟腦部結構和功能差異有關:442。這些發現在過去一段長時間被解釋為跟戀童有關，但研究者之後認為該些發現可能只跟衝動控制障礙等疾病或性犯罪有關。
就行为主义的角度來看，人們會因為早年與目標的良好互動而產生性偏離。之後人們會以自慰進一步強化及拓寬該一興趣。不過，此一說法只得到少數研究支持，而且都是以成年人為研究對象，因此無法得知他們在此前的性經歷會不會影響結果。但研究未成年人會不會透過制約發展出性偏離會違背研究倫理:442:153。

## 盛行率
截至2022年，有關一般人群當中各種性偏離興趣的盛行率研究仍然很少。在過往，研究者相信任何形式的性偏離在一般人群當中仍屬罕見，但之後有研究發現跟窺淫癖、性虐戀、露體癖有關的幻想和行為在統計上不為罕見。根據一項有1,040名成人參與的研究顯示，接近一半人對任何一種的性偏離行為有興趣。

### 女性

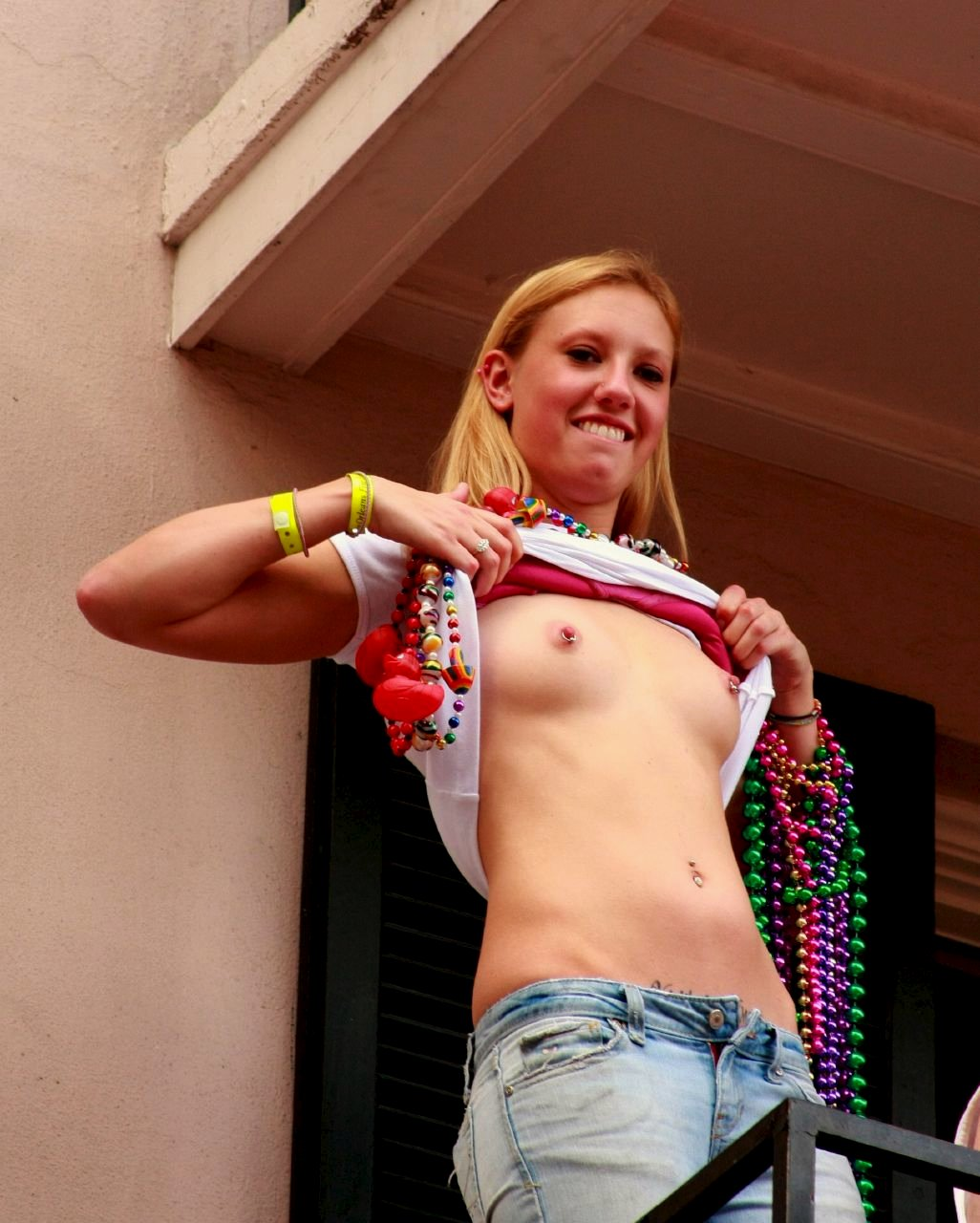
從事露體行為的女性

與男性相比，較少女性出現性偏離興趣，除了受虐癖。 
男女之間的性幻想存有差異，前者較常出現跟戀物、露體、施虐有關的性幻想，後者則較多出現受虐成份。

## 古代
多份古典文獻提及過跟性偏離有關的幻想與行為。聖經提及過多種性偏離，包括窺淫、獸交、露體、戀屍。石洞壁画亦有刻畫人與人類以外的動物之間的性行為。
《欲经》 （450年）、《科卡·萨斯特拉》（1150年）、《Ananga Ranga》（1500年）等古代性手冊探討了性行為期間的啃咬和拍打之後所留下的痕跡。即使現存證據表明早在文艺复兴時期人們便進行各種各樣的性偏離行為，但難以確定當時有多少人對此表露出持續的興趣。

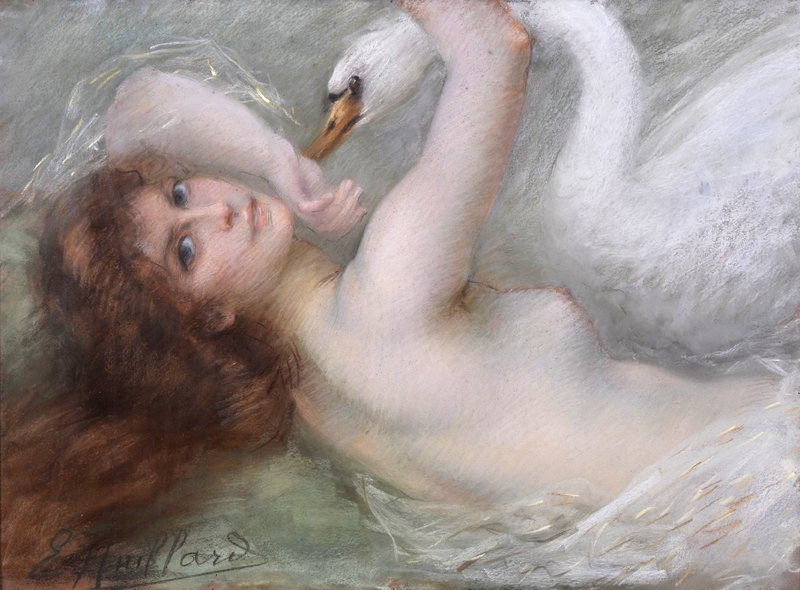
埃斯特·维拉德（Esther Huillard）的《麗達與天鵝》（Leda and the Swan），改編自古希臘的故事

古希臘神話有多則故事提到獸交，不過它們大多都以神話人物化身成動物後再與之性交的故事為展開。比如宙斯在故事中分別誘姦化身成公牛、天鵝、蛇的欧罗巴、勒达、珀耳塞福涅。宙斯亦以鵰的模樣綁架伽倪墨得斯，此一情節同時包含獸交和孌童戀的成份在內。《赫梯法》上的一些內容提到為該法接受及不可接受的獸交行為。
哈维洛克·艾利斯找出了一項於15世紀出現的性受虐癖個案。當中喬瓦尼·皮科·德拉·米蘭多拉紀錄了一名只能透過鞭打產生性興奮的男子。威廉·施特克尔（Wilhelm Stekel）寫道，让-雅克·卢梭在《忏悔录》當中提到自身的性受虐癖。

## 診斷手冊

### 精神疾病診斷與統計手冊

#### DSM-I與DSM-II
在DSM-I中，性偏離者是指「擁有病態性慾的心理病态者」。DSM-I把性偏見視為人格障礙，屬於反社会人格障碍的一種。唯一的診斷指引就是性偏見應「保留给不正常的性慾，若其他綜合症（比如精神分裂、强迫性反应）出現有關症狀，則不應使用之」。臨床醫師會在診斷時使用「補充用語」去把疾病具體化，DSM-I並沒有限制「補充用語」的範圍。阿尼尔·阿格格拉瓦尔這位研究者寫道，残缺不全的DSM-I舉出了一系列的病態行為例子：「同性戀、異裝癖、恋童、戀物、性施虐，包括强奸、性侵犯、肢解」。
DSM-II繼續採用「性偏見」一詞，但其不再分類於人格障礙之下，反歸類為「人格障礙與非思覺失調性精神障礙」。DSM-II列出了以下性偏見：性取向混亂（同性戀）、戀物、恋童、異裝癖、露體癖、窺視症、施虐人格障礙、受虐人格障礙「等性偏見」，不過大體分類主要針對以「异性以外者、不跟性交有關的性行為、怪異性交（比如戀屍、恋童、性施虐、戀物）」為興奮對象的性偏好 。除了从DSM-III起剔除了同性戀之外，往後的DSM版本皆採用此一定義，直到DSM-IV-TR。

#### DSM-III至DSM-IV
DSM-III把它們歸作「性心理障礙」之下。
DSM-III-R把性偏離歸於性障碍之下；把非一般性性偏離重新命名為「其他未特指的性偏離」；把異裝癖重命名為恋物性异装症；加入摩擦癖；把動物戀移至「其他未特指的性偏離」之下、它還就「其他未特指的性偏離」簡要地舉出了7個例子。除了動物戀之外，還有露體癖、戀屍癖、戀體癖、嗜糞癖、灌腸癖、尿色情。
DSM-IV繼續把性偏離歸於性障碍之下，但在其之上又加入了一個分類——「性與性別不安」。DSM-IV把上一版的性偏離全都给保留下來，不過修改了部分性偏離的定義。

#### DSM-IV-TR
DSM-IV-TR定義性偏離為「在至少6個月的時間內，就人類以外的客體、自身或伴侶的痛苦和恥辱、兒童等不能或無法給予同意者產生頻繁而強烈的性幻想、性慾望；發生性行為」（條件A），並因此「引發了顯而易見的痛苦，或者人際/职业上的困難」（條件B）。DSM-IV-TR具體地列出了8種性偏離障礙（露體、戀物、摩擦癖、恋童、性受虐失調、性施虐失調、窺視症、恋物性异装症），然後把餘下的都納入至「其他未特指的性偏離」當中。就露體、恋童、摩擦癖的情況而言，條件B包含了就其慾望採取行動此一字句。性施虐失調則包含了就其慾望對沒有給予同意者採取行動此一條件。此外診斷並不適用於對為了性目的而設計出來的物件產生性興奮的情況。
一些性偏離可能會影響跟自願的成年人進行性活動的能力。
自DSM-IV-TR起，除非性偏離本身引發了自身痛苦或對他人構成傷害，否則其不能視作精神疾患看待。

#### DSM-5
DSM-5把「性偏離」跟「性偏離障礙」加以區分，表示性偏離本身並不需要精神治療。它把「性偏離障礙」定義為「引發個人痛苦/傷害；需要依靠傷害他人來得到滿足/對他人具有潛在傷害的性偏離」。
DSM-5的性偏離工作組達成了共識，表示「性偏離本身不能夠視為一種精神障礙看待」，故此提議在「DSM-V中把『性偏離』跟『性偏離障礙』加以區分……人們將會『確定』某人是性偏離者（建基於性幻想、性慾望或性行為），『診斷』某人為性偏離障礙者（建基於痛苦和傷害）。在這種概念下，確定某人為性偏離者將會是確診性偏離障礙的必要不充分條件。」DSM-5的电子版草案则这样解釋：「这种方法完整地保留了常态性行为與非常态性行为之間的区别——這對研究者來說可能是有價值的，但同時又不會給非常態性行為自動貼上精神病理的標籤。它还消除了DSM-IV-TR的荒謬之處。例如在前述版本中，一個男子不論多麼熱愛異裝，多麼從中感受到刺激，也不能夠稱其為異裝者，除非他對這種活動不滿意或從中受到傷害。這種觀點將反映在診斷標準中，即所有的性偏離都會於後方加上『障礙』兩字。故此，性施虐會變成性施虐障礙；性受虐會變成性受虐障礙，如此類推」。
生物倫理學教授爱丽丝·德雷格表示此一改變是在「隐晦地說擁有不常見的性趣基本是沒問題的，工作組連其定義也不想管太多。不過卻定義了何謂性偏離障礙：引發個人痛苦/傷害，或傷害他人的非一般性趣」。工作小组主席雷·布兰查德在接受訪問時表示：「我们尽量将轻度和无害的性偏離去病化。同时也认识到，引發個人痛苦/傷害，或傷害他人的严重性偏離應視為疾病看待」。
查尔斯·艾伦·莫泽稱，這種改變並非實質性的，因为DSM-IV已经承认性偏離跟非病態非典型性興趣之間的區別，这种区别跟DSM-5幾乎一模一樣，不過在現實應用上，這種區別常常為人忽略。語言學家安德鲁·克林顿·辛德利特（Andrew Clinton Hinderliter）认为「只將某些性興趣納入DSM中，會造成基本的不對等，并传达出一种针对某些性興趣的负面价值判断。這會導致跟自我矛盾的性取向差不多的情況。而其之所以從DSM中剔除，也是因為人們意識到它不是一種精神障礙。」
DSM-5承認性偏離數量繁多，但其只具體列出了8種特定的性偏離障礙，因為它們相對較普遍，且對於司法過程十分重要。它列出了窺視障礙、露體障礙、摩擦障礙、性受虐障礙、性施虐障礙、戀童障礙、戀物障礙、戀物性異裝障礙。若其他類型的性偏離者因其引發個人痛苦/傷害，便可以「其他特定的性偏離障礙」或「其他未特指的性偏離」之名診斷。

### 国际疾病分类

#### ICD-6、ICD-7、ICD-8
在《國際疾病分類》第6版（ICD-6，1948年）和第7版（ICD-7，1955年）當中，「性反常」與「其他病理性人格障礙」並列。到了ICD-8（1965年），「性反常」之下細分為多項性偏好，包括同性戀、戀物、異裝癖、戀童、露體癖、窺淫癖、施虐癖、受虐癖。

#### ICD-9
到了ICD-9（1975年），世界衛生組織把性反常與障礙的範圍擴展，令它包含變性欲、性功能障礙、心性認同障礙。當中包含同性戀、獸交、戀童、異裝癖、露體癖、變性欲、心性認同障礙、性冷感、陽萎、其他性反常和障礙（包含戀物、受虐癖、施虐癖）。

#### ICD-10
到了ICD-10（1990年），「性反常和障礙」拆分成幾個類別。性偏離列在「性偏好症」之下。該一列表包含戀物、異裝癖、露體癖、窺淫癖、戀童、虐戀、其他性偏好障礙（包含性磨擦癖、戀屍、動物戀）。同性戀不包含在清單當中，但自我矛盾的性取向仍列於「與性發展和取向相關的心理行為障礙」底下。

#### ICD-11
在ICD-11（2022年）當中，性偏離障礙取代了性偏離本身。任何類型的性偏離本身皆不被視為一種障礙。 要在ICD-11當中獲診斷為性偏離障礙，除了需擁有該些偏好外，還需符合以下條件：
1) 引起個體的顯著痛苦（不是由於遭到或害怕遭到他人拒絕而引起）
2) 涉及對不願或不能同意的對象的行動
3) 顯著增加傷害或死亡的風險。
當中列出的性偏離障礙有露陰障礙、窺視障礙、戀童障礙、強制性性施虐障礙、磨擦障礙、涉及非意願個體的其他性欲倒錯障礙、涉及單獨行為或意願個體的性欲倒錯障礙。世界衛生組織在ICD-11刪除了與性取向有關的障礙，而性別問題則從心理建康分類移至「性健康相关情况」。

## 性偏離障礙
大多臨床醫師和研究者相信性偏離愛好是不能夠改變的，不過此一結論仍待更多證據支持。故此，治療的目標就是讓當事人能夠跟性偏離共存，和讓其不去從事任何犯罪行為。不論心理治療還是藥物治療，都有助於當事人達至此一目標。
认知行为疗法能幫助性偏離障礙者制定策略，避免他們就自身的慾望採取任何行動。教導患者識別和應對誘使他們採取行動的因素，比如压力。此一種療法是目前唯一經過隨機雙盲實驗證明有效的療法。

### 治療

#### 藥物
藥物治療能幫助人們控制自身的性行為，但這並不能使性偏離者的性偏好改變。此一療法一般會在配合认知行为疗法的基礎下進行，以達至更佳效果。

##### SSRI
治療過程中可能會用到选择性5-羟色胺再摄取抑制剂（SSRIs），對於露體癖者、沒有進行過性侵犯的戀童者、強迫性自慰者的情況更是如此。它們能減少性慾、強迫行為、抑鬱症狀，故此在性偏離障礙的藥物治療上，SSRIs是一種廣為醫師接受的重要藥物。

##### 抗雄激素
對於較為嚴重的個案而言，則可用到抗雄激素。其效果如同手術閹割般，一樣能降低體內雄激素水平，故此一般統稱作化學閹割。醋酸环丙孕酮這種抗雄激素能大幅減少人的性幻想和侵犯行為。醋酸甲羥孕酮和像亮丙瑞林般的促性腺素激素类似物同樣能夠降低性欲。由於上述藥物具有不少重大副作用，故世界生物精神醫學會（World Federation of Societies of Biological Psychiatry）建議只應在其他手段失效/當事人易對他人實施性暴力時採用激素療法。手術閹割在很大程度上已顯得过时，因為化学阉割具有跟手術閹割同樣的效果，且侵害性較小。

### 法律問題
自1990年代起，美國各個州份陸續通過了《性侵犯者法》。在美國最高法院為一系列具有里程碑意義的案件作出判決後，當地任何性偏離確診者一旦有反社會行為和相關的犯罪史，便可以無限期地對其進行預防性拘留（因各州法律而異）。對於戀童（1997年堪薩斯訴亨德里克斯案）和露體（2002年堪薩斯訴克蘭案）確診者而言更是如此 。在《聯邦亞當·沃爾什法案》（2010年美國訴康斯托克案）通過後，美國全國劃一實施此類法律。

### 引用
1. ↑  . American Psychiatric Publishing. 2022: 780. ISBN 978-0-89042-575-6.
2. ↑  Vandiver, Donna; Braithwaite, Jeremy. . Routledge. 2016-12-08  [2022-10-08]. ISBN 9781317385240. （原始内容存档于2023-06-20）.
3. ↑  Worthen, Meredith G. F. . Routledge. 2021-09-30  [2022-10-08]. ISBN 9781000421064.
4. ↑  Joyal, Christian C. . The Journal of Sexual Medicine. 2018-10-01, 15 (10): 1378–1380  [2024-06-01]. ISSN 1743-6109. doi:10.1016/j.jsxm.2018.08.005. （原始内容存档于2024-08-25） （英语）.
5. 1 2 3 4  Moser, Charles; Kleinplatz, Peggy J. . Annual Review of Clinical Psychology. 2020-05-07, 16 (1): 379–399. ISSN 1548-5943. doi:10.1146/annurev-clinpsy-050718-095548 （英语）.
6. ↑  Aggrawal, Anil. . . Boca Raton, Florida: CRC Press. 2008: 369–382. ISBN 978-1-4200-4308-2.
7. ↑  Bolin, Anne; Whelehan, Patricia (编).  1. Wiley. 2015-04-10  [2024-06-01]. ISBN 978-1-4051-9006-0. doi:10.1002/9781118896877.wbiehs344. （原始内容存档于2023-08-21） （英语）.
8. ↑  Maser, Jack D.; Akiskal, Hajop S. . Psychiatric Clinics of North America. 2002, 25 (4): xi–xiii. PMID 12462854. doi:10.1016/S0193-953X(02)00034-5.
9. ↑  Krueger, Robert F.; Watson, David; Barlow, David H. . Journal of Abnormal Psychology (Washington, DC: American Psychological Association). 2005, 114 (4): 491–3. PMC 2242426 . PMID 16351372. doi:10.1037/0021-843X.114.4.491.
10. ↑  Castellini, Giovanni; Rellini, Alessandra H.; Appignanesi, Cristina; Pinucci, Irene; Fattorini, Matteo; Grano, Elisa; Fisher, Alessandra D.; Cassioli, Emanuele; Lelli, Lorenzo; Maggi, Mario; Ricca, Valdo. . The Journal of Sexual Medicine. 2018-09-01, 15 (9): 1322–1335  [2024-06-01]. ISSN 1743-6109. doi:10.1016/j.jsxm.2018.07.015. （原始内容存档于2024-06-24） （英语）.
11. ↑  Joyal, Christian C. . Archives of Sexual Behavior (New York City: Springer Science + Business Media). 2014-06-20, 43 (7): 1241–1243. ISSN 0004-0002. PMID 24948423. S2CID 34973560. doi:10.1007/s10508-014-0325-z.
12. ↑  Joyal, Christian C.; Cossette, Amélie; Lapierre, Vanessa. . The Journal of Sexual Medicine (Amsterdam, Netherlands: Elsevier). 2015, 12 (2): 328–340. PMID 25359122. doi:10.1111/jsm.12734.
13. 1 2  Weiderman, Milan. . The Family Journal (Thousand Oaks, California: SAGE Publications). 2003, 11 (3): 315–321. S2CID 146788566. doi:10.1177/1066480703252663.
14. ↑  Bullough, Vern L. . New York City: Basic Books. 1995: 281. ISBN 978-0-465-07259-0. （原始内容存档于2006-10-22）.
15. ↑  Moser, Charles Allen. . Kleinplatz, Peggy J.  (编). . London, England: Psychology Press. 2001. ISBN 978-0-87630-967-4.
16. ↑  McCammon, Susan; Knox, David; Schacht, Caroline. . Mason, Ohio: Atomic Dog Publishing. 2004: 476. ISBN 978-1-59260-050-2.
17. ↑  Money, John. . Oxford, England: Oxford University Press. 1990: 139. ISBN 978-0-19-506331-8.
18. ↑  Gabbard, Glen O. . Philadelphia, Pennsylvania: American Psychiatric Press. 2007: 581. ISBN 978-1-58562-216-0.
19. ↑  Dailey, Dennis M. . Philadelphia, Pennsylvania: Haworth Press. 1989: 15–16. ISBN 978-1417938346.
20. ↑  Purcell, Catherine E.; Arrigo, Bruce A. . Cambridge, Massachusetts: Academic Press. 2006: 16. ISBN 978-0-12-370510-5.
21. ↑  Eulenburg (1914). Ueber sexualle Perversionen. Ztschr. f. Sexualwissenschaft, Vol. I, No. 8. translated in Stekel, Wilhelm. (1940). Sexual aberrations: The phenomena of fetishism in relation to sex. New York: Liveright, p. 4. OCLC 795528
22. ↑  Laws & O'Donohue, p. 384
23. ↑  Spitzer, Robert L. . The American Journal of Psychiatry (Philadelphia, Pennsylvania: American Psychiatric Association). February 1981, 138 (2): 210–215. PMID 7457641. doi:10.1176/ajp.138.2.210.
24. ↑  . Psyweb.com.   [2013-03-14]. （原始内容存档于2010-12-19）.
25. ↑  World Health Organization, International Statistical Classification of Diseases and Related Health Problems, (2007), Chapter V, Block F65; Disorders of sexual preference. （页面存档备份，存于） Retrieved 2007-11-29.
26. ↑  Bhugra, Dinesh; Popelyuk, Dmitri; McMullen, Isabel. . Journal of Sex Research (London, England: Routledge). 2010-03-30, 2 (47): 242–256. PMID 20358463. S2CID 40452769. doi:10.1080/00224491003699833.
27. ↑  Joyal, Christian C. . Craig, L. A.; Bartels, R. M.  (编). . John Wiley & Sons. 2021: 91-116. ISBN 9781119706007. doi:10.1002/9781119771401.ch6.
28. 1 2  Hutchinson, Gerald E. . American Naturalist (Chicago, Illinois: University of Chicago Press). 1959, 93 (869): 81–91. S2CID 86617336. doi:10.1086/282059.
29. 1 2  Lacan, Jacques. Le Séminaire. Livre IV. La relation d'objet, 1956-57. Ed. Jacques-Alain Miller. Paris: Seuil, 1991. p. 201
30. ↑  Karpman, Benjamin. . Journal of the American Medical Association (Chicago, Illinois: American Medical Association). 1951-06-23, 146 (8): 721–726. PMID 14832048. doi:10.1001/jama.1951.03670080029008.
31. ↑  Freud, Sigmund. . PsycEXTRA Dataset. 1971  [2023-06-30]. doi:10.1037/e417472005-189.
32. 1 2  Kafka, Martin P. . Psychiatric Times (New York City: MJH Associates). 1996, 13 (6).
33. ↑  Cantor, James M. . Archives of Sexual Behavior (New York City: Springer Science + Business Media). February 2012, 41 (1): 237–247. PMC 3310132 . PMID 22282324. doi:10.1007/s10508-012-9900-3.
34. ↑  Bailey JM, Vasey PL, Diamond LM, Breedlove SM, Vilain E, Epprecht M. . Psychological Science in the Public Interest. 2016, 17 (21): 45–101. PMID 27113562. doi:10.1177/1529100616637616.
35. 1 2  Moser, Charles; Kleinplatz, Peggy J. . Annual Review of Clinical Psychology. 2020-05-07, 16: 379–399  [2024-06-01]. ISSN 1548-5951. PMID 32023092. S2CID 211048724. doi:10.1146/annurev-clinpsy-050718-095548 . （原始内容存档于2024-01-07）.
36. 1 2 3  Joyal, Christian; Antfolk, Jan, Shackelford, Todd K; Weekes-Shackelford, Viviana A , 编, , Encyclopedia of Evolutionary Psychological Science (Cham: Springer International Publishing), 2021: 5692–5696  [2024-01-24], ISBN 978-3-319-19649-7, doi:10.1007/978-3-319-19650-3_3387 （英语）
37. 1 2 3 4  LeVay, Simon; Baldwin, Janice; Baldwin, John. . Oxford University Press. 2020. ISBN 9781605357164.
38. ↑  Malón, Agustín. . D. Earp, Brian; Chambers, Clare; Watson, Lori  (编). . Routledge. 2022. ISBN 978-1-138-37067-8.
39. ↑  Padmal de Silva. . Psychiatry. March 2007, 6 (3): 130–134. doi:10.1016/j.mppsy.2006.12.009.
40. ↑  King, Michael B. . Sexual and Marital Therapy (London, England: Routledge). 1990, 5 (1): 69–72. doi:10.1080/02674659008407999.
41. ↑  Kruger, Tillmann H. C.; Kneer, Jonas. . Craig, L. A.; Bartels, R. M.  (编). . John Wiley & Sons. 2021: 67–88. ISBN 9781119706007. doi:10.1002/9781119771401.ch5.
42. 1 2  Nolen-Hoeksema, Susan.  6th. Boston, Massachusetts: McGraw-Hill. 2013: 385  [2015-04-15]. ISBN 978-0078035388. （原始内容存档于2017-11-04）.
43. ↑  LeVay, Simon. . Columbia University Press. 2023. ISBN 978-0231204507. JSTOR 10.7312/leva20450. doi:10.7312/leva20450.
44. 1 2  Bártová, Klára; Klapilová, Kateřina. . Shackelford, Todd K.  (编). . Cambridge University Press. 2022: 252–273. ISBN 9781108943581. doi:10.1017/9781108943581.013.
45. ↑  Joyal, Christian C.; Carpentier, Julie. . The Journal of Sex Research. 2017, 54 (2): 161-171. PMID 26941021. S2CID 1671875. doi:10.1080/00224499.2016.1139034.
46. ↑  American Psychiatric Association.  IV. 1994: 594. ASIN 0890420629.
47. ↑  American Psychiatric Association,  5th: 685–706, 2013, ASIN 0890425558
48. ↑  Dawson, Samantha J.; Bannerman, Brittany A.; Lalumière, Martin L. . Sexual Abuse. 2016, 28 (1): 20–45  [2024-06-01]. ISSN 1079-0632. doi:10.1177/1079063214525645. （原始内容存档于2023-12-21） （英语）.
49. ↑  Balon, Richard, Balon, Richard , 编, , Practical Guide to Paraphilia and Paraphilic Disorders (Cham: Springer International Publishing), 2016: 15–29  [2024-01-25], ISBN 978-3-319-42648-8, doi:10.1007/978-3-319-42650-1_2 （英语）
50. ↑  Peled, Ilan (2020). “Bestiality in Hittite Thought.” Journal of the Ancient Near Eastern Society 34 (1).
51. ↑  Stekel, W. . Read Books Limited. 2013: 17  [2023-06-14]. ISBN 978-1-4733-8951-9. （原始内容存档于2023-06-21）. |issue=被忽略 (帮助)
52. ↑  Laws and, O'Donohue (2008) pp. 384-385 citing DSM-I pp. 7, 38-39
53. ↑  Aggrawal, Anil. . . Boca Raton, Florida: CRC Press. 2008: 47. ISBN 978-1-4200-4308-2.
54. ↑  Laws and, O'Donohue (2008) p. 385 citing DSM-II p. 44
55. 1 2  Laws and O'Donohue (2008) p. 386
56. ↑  Laws and, O'Donohue (2008) p. 385
57. ↑  . psychiatrictimes.com.   [2020-10-24]. （原始内容存档于2010-01-22）.
58. 1 2 3  American Psychiatric Association (2000). Diagnostic and statistical manual of mental disorders (4th ed., text revision). pp. 569-570, 572, 574, Washington, DC: Author.
59. ↑   1. Philadelphia, Pennsylvania: American Psychiatric Publishing. 2000: 566–76. ISBN 978-0-89042-024-9. doi:10.1176/appi.books.9780890423349.
60. 1 2  .  Fifth. Philadelphia, Pennsylvania: American Psychiatric Publishing. 2013: 685–686.
61. ↑  . DSM-5.   [2012-02-10]. （原始内容存档于2010-02-15）.
62. ↑  Alice Dreger (2010-02-19) Of Kinks, Crimes, and Kinds: The Paraphilias Proposal for the DSM-5 （页面存档备份，存于）, Hastings Center
63. ↑  Moser C. . Archives of Sexual Behavior. 2010, 39 (6): 1225–1227. PMID 20652734. doi:10.1007/s10508-010-9661-9.
64. ↑  Hinderliter, Andrew Clinton.  (PDF). Open Access Journal of Forensic Psychology. 2010, 2: 241–271  [2020-10-24]. （原始内容存档 (PDF)于2011-10-15）.
65. ↑  American Psychiatric Association (编). .  Fifth. American Psychiatric Publishing. 2013: 705.
66. ↑  . www.cms.gov.   [2022-06-20]. （原始内容存档于2023-07-27）.
67. ↑  . icd.who.int.   [2022-06-20]. （原始内容存档于2020-03-31）.
68. ↑  世界衛生組織. . 王振、黄晶晶譯. 人民卫生出版社. 2023: 339–340. ISBN 9787117348485.
69. ↑  . icd.who.int.   [2022-06-20]. （原始内容存档于2018-08-01）.
70. 1 2 3 4 5 6  Seto MC, Ahmed AG. . Psychiatric Clinics of North America. 2014, 37 (2): 207–214. PMID 24877707. doi:10.1016/j.psc.2014.03.004.
71. 1 2 3  Thibaut F, De La Barra F, Gordon H, Cosyns P, Bradford JM. . The World Journal of Biological Psychiatry. 2010, 11 (4): 604–655. PMID 20459370. doi:10.3109/15622971003671628.
72. 1 2 3 4 5 6  Assumpção, Alessandra Almeida; Garcia, Frederick Duarte; Garcia, Heloise Delavenne; Bradford, John M.W.; Thibaut, Florence. . Psychiatric Clinics of North America (Amsterdam, Netherlands: Elsevier). 2014, 37 (2): 173–181. PMID 24877704. doi:10.1016/j.psc.2014.03.002.
73. ↑  Kraus C, Strohm K, Hill A, Habermann N, Berner W, Briken P. . Fortschritte der Neurologie-Psychiatrie. 2007, 75 (6): 351–356. ISSN 0720-4299. PMID 17031776. doi:10.1055/s-2006-944261.
74. ↑  Camilleri JA, Quinsey VL. . Laws DR, O'Donohue WT  (编).  2nd. The Guilford Press. 2008: 199–200.
75. ↑  First, Michael B. . The Journal of the American Academy of Psychiatry and the Law. 2014, 42 (2): 191–201  [2020-10-18]. ISSN 1093-6793. PMID 24986346. （原始内容存档于2020-12-11）.
76. ↑  First, M. B.; Halon, R. L.  (pdf). The journal of the American Academy of Psychiatry and the Law. 2008, 36 (4): 443–454. PMID 19092060.[]
77. ↑  Cripe, Clair A; Pearlman, Michael G. . Jones & Bartlett Learning. 2005: 248. ISBN 978-0-7637-2545-7.
78. ↑  JESSE J. HOLLAND, Court: Sexually dangerous can be kept in prison （页面存档备份，存于）, Associated Press. Retrieved 5-16-2010.
79. ↑  . Capcentral.org.   [2013-03-14]. （原始内容存档于2013-06-29）.

## 延伸閱讀
- Kenneth Plummer, Sexual stigma: an interactionist account, Routledge, 1975, ISBN 0-7100-8060-3
- Elisabeth Roudinesco, Our Dark Side, a History of Perversion, Polity Press, 2009, ISBN 0-7456-4593-3
- David Morgan , Married to the Eiffel Tower.  （页面存档备份，存于）
- (PDF). Journal of Sexual Medicine. （原始内容 (PDF)存档于2020-03-24）.

## 外部連結
- DSM-IV 和 DSM-IV-TR 性偏離列表
- DSM5的性和性別部分的建議診斷標準
- 認識性偏離